# النا فوریاسه
النا فوریاسه (اسپانیایی: Elena Furiase‎؛ زادهٔ ۹ مارس ۱۹۸۸) هنرپیشه اهل اسپانیا است. وی از سال ۲۰۰۷ میلادی تاکنون مشغول فعالیت بوده‌است و عضو یکی از شناخته‌شده‌ترین گروه‌های هنرمندان اسپانیا، لوس فلورس، است.
از فیلم‌ها یا مجموعه‌های تلویزیونی که وی در آن‌ها نقش داشته‌است، می‌توان به مدرسه شبانه‌روزی اشاره نمود.